# Prusia Oriental
Prusia Oriental (en alemán: Ostpreußen, pronunciado como /ˈʔostʰˌpʰrɔɪ̯sn/; en lituano: Rytų Prūsija o Rytprūsiai; en polaco: Prusy Wschodnie; en ruso: Восточная Пруссия [Vastochnaya Prusia]) es una región histórica de Europa Oriental situada en la costa sudoriental del mar Báltico, y que actualmente se halla dividida entre Polonia (el sector sur de Prusia ahora forma el voivodato de Varmia y Masuria), Lituania y la Federación Rusa (el sector norte, que ahora es el óblast de Königsberg o Kaliningrado).

## Historia

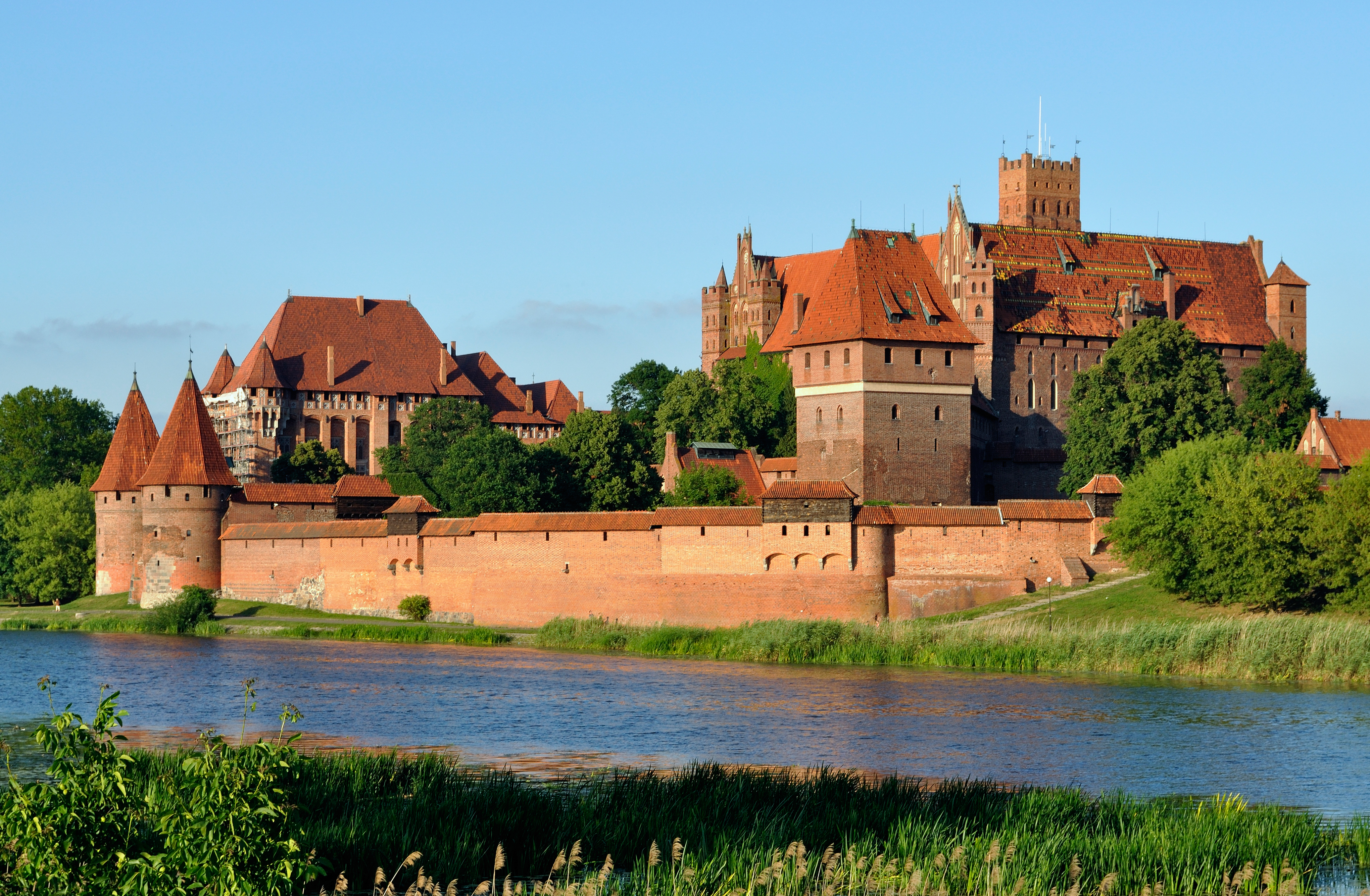
Castillo de Malbork.

Fue el primer territorio que llevó el nombre de Prusia, ya que antes de la invasión alemana del siglo XII era parte principal del país del pueblo báltico de los prusios, un pueblo carente de organización estatal y basado en clanes, que habitaba la orilla suroriental del Báltico. El duque polaco Conrado I de Mazovia invitó a los Caballeros Teutónicos a colonizar esta zona, pantanosa y poco cultivada, pero que formaba una frontera septentrional abierta del aún débil Reino de Polonia. 

### Época de la Orden Teutónica
Tras ser en gran parte asimilados los antiguos prusianos bálticos por colonos alemanes étnicos, el territorio fue muy germanizado y se transformó en 1224 en el Estado monástico de los Caballeros Teutónicos, que años después sería el núcleo original del célebre Estado militarista alemán llamado Reino de Prusia.
Colonizada por alemanes entre los siglos XI y XII, Prusia Oriental se convirtió en el centro del Estado de la Orden Teutónica, basado en un núcleo militarista de soldados altamente entrenados. Los Caballeros Teutónicos entraron en conflicto con los reyes de Polonia a fines del siglo XIV pero fueron gravemente derrotados por una coalición polaco lituana en la batalla de Tannenberg en 1410. 
La derrota de Tannenberg no causó mayores pérdidas territoriales a los Caballeros Teutónicos pero sí inició un periodo de irremediable decadencia militar y financiera de la Orden, lo cual condujo años después al Tratado de Torun de 1466, por el cual muchos territorios de la Orden Teutónica situados en Prusia pasaban al dominio directo de la Corona de Polonia. El resto septentrional del territorio permanecía bajo el control del Estado de la Orden Teutónica, pero el gran maestre de la Orden se convertía a su vez en vasallo del monarca polaco. 
En 1525 el gran maestre de la Orden Teutónica, Alberto de Brandeburgo-Ansbach, se convirtió al protestantismo, secularizó la ya disminuida Orden Teutónica y se convirtió en el primer duque de Prusia, vasallo del rey de Polonia. Debido a la amplia germanización del territorio, los reyes polacos aprovecharon los vínculos comerciales de las ciudades costeras prusianas (como Königsberg y luego Dánzig) y permitieron que Prusia Oriental mantuviera su típico carácter alemán.

### Época del reino de Prusia

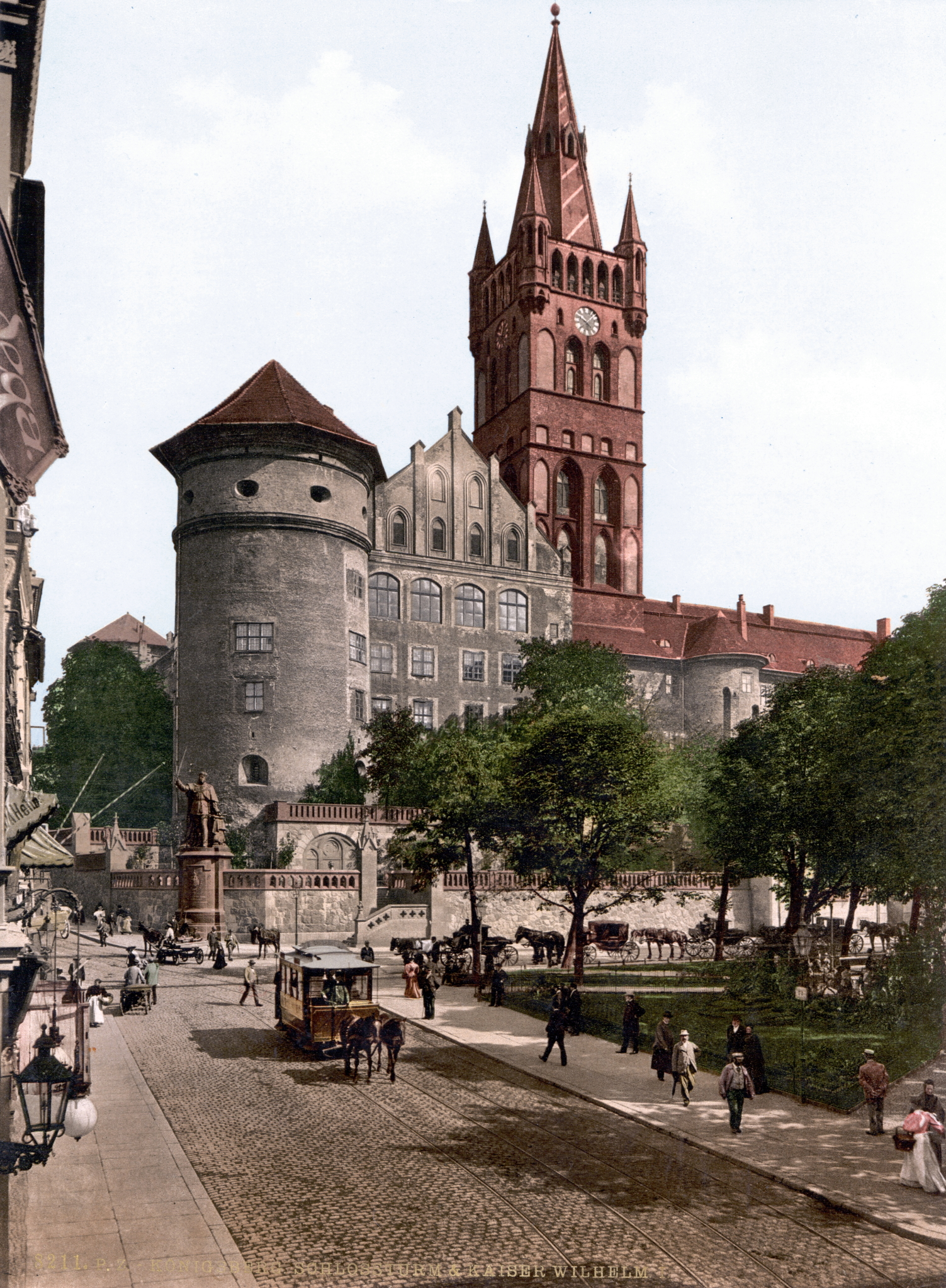
Castillo de Königsberg (foto coloreada de 1895), en Prusia Oriental.

La línea dinástica de los duques de Prusia se extinguió en 1618, pasando la propiedad de sus Estados a la familia aristocrática Hohenzollern de la región de Brandeburgo, con vínculos sanguíneos con los antiguos Duques de Prusia. Precisamente los Hohenzollern formaron en 1701 el Reino de Prusia, desvinculado ya de cualquier relación feudal con Polonia aunque Prusia Oriental en realidad sólo formaba la sección más al este del Reino, constituido por las regiones de Brandeburgo, el sur de Mecklemburgo, Pomerania y Prusia. 
Precisamente en estos años Prusia Oriental vivió un gran progreso material a la par que el Reino de Prusia, el cual estaba ya convertido en verdadera potencia europea bajo el mando del rey Federico Guillermo I de Prusia, y luego acentuó tal calidad en el reinado de Federico el Grande a mediados del siglo XVIII.

### Prusia como parte de Alemania
Desde 1829 y hasta 1878 Prusia Oriental formó una única provincia (la Provincia de Prusia) al fusionarse con Prusia Occidental pero mantuvo su capital en la ciudad portuaria de Königsberg, a orillas del Báltico. La región, ya integrada en el reino prusiano, estuvo bajo el control del Imperio alemán como su territorio más oriental y desarrolló a lo largo del siglo XIX una economía sólida y próspera esencialmente basada en la agricultura y ganadería, dominada por la clase social de los junkers, una especie de pequeña aristocracia de origen rural con gran influencia sobre la provincia, dotándose de un mayor progreso en infraestructura a la par que el Imperio alemán. 
En 1919 la República de Weimar suprimió oficialmente la monarquía prusiana de los Hohenzollern y restableció a Prusia Oriental como provincia autónoma, aunque las condiciones del Tratado de Versalles causaron que Prusia Oriental quedara separada por tierra del resto de Alemania debido al Corredor polaco situado en los alrededores de Dánzig. Pese a este aislamiento físico, las comunicaciones marítimas se mantuvieron y la economía de Prusia Oriental acentuó su carácter agropecuario, mientras que la disolución de la antigua gran  aristocracia permitió a los junkers aumentar su influencia política.

### Segunda Guerra Mundial y reparto polaco-soviético

Situación de Prusia Oriental durante el periodo de entreguerras.

Pérdidas territoriales alemanas a lo largo del. Se observa la división de Prusia Oriental entre Polonia y la Unión Soviética.

La Alemania nazi fijó en 1933 una reorganización administrativa a gran escala eliminando las antiguas provincias heredadas de la época imperial y estableciendo nuevas regiones administrativas denominadas Gau. La Segunda Guerra Mundial implicó que provincias de frontera como Prusia Oriental incorporasen territorios que el régimen nazi anexaba al Reich. En tal situación, Prusia Oriental absorbió gran parte de los territorios de la Segunda República Polaca que habían sido invadidos por el Tercer Reich en 1939 y luego anexados a Alemania, aumentando su tamaño aunque ello implicó la expulsión masiva de la población polaca hacia las zonas bajo directa ocupación nazi.
Durante la ofensiva de Prusia Oriental (enero-abril de 1945) las tropas del Ejército Rojo penetraron en la región, y tras una feroz batalla tomaron Königsberg, tornando Prusia Oriental en un vasto campo de batalla y ocupando casi toda la región en pocas semanas, antes de seguir camino hacia Pomerania y luego hacia la misma Berlín, lo cual motivó un enorme éxodo de millones de alemanes que huían hacia el oeste del avance soviético, sea por tierra o por mar. Esto daría lugar también al fenómeno de los Wolfskinder (niños lobo), que abandonados o huérfanos, se vieron obligados permanecer en la zona y a sobrevivir en los bosques sin ningún tipo de auxilio. Algunas tropas germanas resistieron en puntos aislados de la costa hasta la rendición incondicional de Alemania el 9 de mayo de 1945. Tras la derrota alemana en la Segunda Guerra Mundial, Prusia Oriental fue separada de Alemania y repartida entre la Unión Soviética y Polonia, lo que había sido acordado por los aliados en la conferencia de Postdam, en merced del deseo de Stalin de anexar Königsberg. 
De esta manera, la provincia fue dividida en tres partes: la más septentrional y que comprendía casi toda la costa báltica (incluyendo Königsberg) se incorporó a la URSS, constituyéndose con ella el óblast de Kaliningrado, el sector meridional se convirtió en el  voivodato de Varmia y Masuria bajo control polaco y, finalmente, la región de Klaipėda fue entregada a Lituania (ya anexada entonces dentro de la URSS). La capital de la antigua Prusia Oriental, Königsberg, pasó en 1946 a llamarse Kaliningrado. 
Dos millones y medio de alemanes fueron expulsados del hogar de sus antepasados, sea por huida voluntaria hacia el oeste ante las ofensivas del Ejército Rojo o después de acabar la lucha mediante forzosas «transferencias de población» ordenadas por los Gobiernos de Polonia y la URSS. Los habitantes alemanes fueron reemplazados de inmediato por civiles soviéticos y polacos, los nombres germanos de poblaciones y calles fueron cambiados por traducciones de origen eslavo (en la parte polaca, en la parte soviética los nombres de los lugares fueron cambiados completamente), y se dejó en abandono (o se destruyeron) monumentos que recordaran la antigua presencia alemana en la zona, con lo cual Prusia Oriental desapareció de facto.